# Aubin (Aveyron)
Aubin – miejscowość i gmina we Francji, w regionie Oksytania, w departamencie Aveyron. W 2013 roku jej populacja wynosiła 4125 mieszkańców. Przez teren gminy przepływa rzeka Riou Mort. 

## Zabytki
Zabytki w miejscowości posiadające status monument historique:
- Kominy fabryki (fr. Cheminées d'usine)
- Szkoła Jules-Ferry du Gua (fr. École Jules-Ferry du Gua)
- Kościół Notre-Dame-des-Mines d'Aubin (fr. Église Notre-Dame-des-Mines d'Aubin)
- Kościół Notre-Dame du Gua (fr. Église Notre-Dame du Gua)
- Kościół św. Błażeja (fr. Église Saint-Blaise)